# نادي شينوا
نادي شينوا هو نادي كرة قدم سويسري، يمارس في دوري الدرجة الثانية السويسري لكرة القدم.